# Suzanna W. Miles

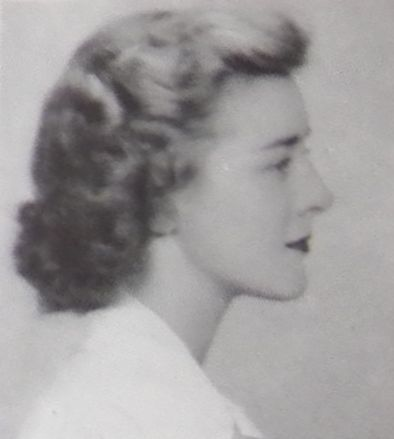
Suzanna Miles (1942)

Suzanna ('Sue') Whitelaw Miles (* 7. Juni 1922 in Mount Carroll; † 10. April 1966 in Boston) war eine US-amerikanische Anthropologin und Archäologin. Sie war die erste Professorin in Guatemala.

## Leben
Miles studierte von 1940 bis 1942 am Shimer College in Mount Carroll  und schloss 1943 ihr Studium am Beloit College ab. Anschließend wechselte sie an die University of Chicago, wo sie ihr Studium 1948 mit einem Master of Arts abschloss. Von 1945 bis 1947 arbeitete sie als Kuratorin für Archäologie und Ethnologie am Wisconsin Historical Museum. Nach einer Lehrtätigkeit an der University of Wisconsin wurde sie 1955 am Radcliffe College in Anthropologie promoviert. Ihre Dissertation The Sixteenth-Century Pokom-Maya: A Documentary Analysis of Social Structure and Archaeological Setting wurde 1957 von der  American Philosophical Society veröffentlicht. 1955 und 1956/57 hielt sie sich zu Feldforschungen in Guatemala auf. In den Vereinigten Staaten arbeitete sie in dieser Zeit als wissenschaftliche Mitarbeiterin im Fachbereich Anthropologie der Brandeis University. 1961 lebte sie mit einem Stipendium in Spanien und begann eine Übersetzung von Bartolomé de Las Casas’ Historia de las Indias, die allerdings nie fertig wurde. 
Miles arbeitete ab 1963 die meiste Zeit in Guatemala, wo sie 1965 als erste Frau Professorin für Anthropologie wurde und an der Universidad de San Carlos lehrte. Sie beschäftigte sich intensiv mit den Maya im Nordwesten des Hochlands von Guatemala, mit den frühkolonialen Quellen der prähispanischen Maya-Kultur und -Gesellschaft, sowie mit den präkolumbischen Siedlungsformen der Maya.
Aufgrund einer Erkrankung musste sie 1965 in die Vereinigten Staaten zurückkehren, wo sie im Alter von nur 43 Jahren starb.

## Schriften
- An analysis of modern Middle American calendars: a study in conservation. In: Proceedings and selected papers of the XXIXth International Congress of Americanists Band 2, 1952, S. 273–284
- The sixteenth-century Pokom Maya: a documentary analysis of social structure and archaeological setting. In: >Transactions of the American Philosophical Society (ns.) Band 47, 1957, S. 733–781
- Mam residence and the maize myth. In: Culture in history: essays in honor of Paul Radin. Stanley Diamond, ed., Columbia University Press, New York 1960, S. 430–436
- Informe sobre Kaminal Juyu. In: Antropologia e Historia de Guatemala Nr. 15, 1963, S. 37–38
- Sculpture of the Guatemala-Chiapas highlands and Pacific slopes, and associated hieroglyphs. In: Robert Wauchope, Gordon R. Willey (Hrsg.): Handbook of Middle American Indians. Band 2, 1965, S. 237–275
- Summary of preconquest ethnology of the Guatemala-Chiapas highlands and Pacific slopes. In: Robert Wauchope, Gordon R. Willey (Hrsg.): Handbook of Middle American Indians. Band 2, 1965, S. 276–287